# Emmental français est-central
Pour les articles homonymes, voir Emmental (homonymie).
L’emmental français est-central est un fromage de vache au lait cru produit en France dans une zone qui comprend la Franche-Comté, la Haute-Marne et les Vosges.
Il fait partie de la famille des fromages à pâte pressée cuite. Le nom de ce fromage français est une indication géographique protégée et il bénéficie du Label Rouge.

## Variétés
D'origine suisse, l'emmental est aujourd'hui fabriqué industriellement dans de nombreux pays. Avec une production de 244 417 tonnes d'emmental[Quand ?], c'est le principal fromage produit en France. 95 à 96 % de cette production est industrielle, le reste est produit selon un cahier des charges IGP.
Selon l'INAO, il existe deux variétés d'emmental français protégées par un signe d'identification de la qualité et de l'origine, à savoir l'Emmental de Savoie et l'Emmental français Est-Central Label Rouge dont le label est homologué le 31 juillet 1979. L'Emmental français Est-Central Label Rouge bénéficie d'un affinage de 12 semaines au minimum, selon la tradition. L'Emmental de Savoie est affiné 10 semaines au minimum. Les autres emmentals français ont une durée d'affinage inférieure à 10 semaines, souvent effectué sous film plastique, sans formation de croûte.
Seuls les fromages affinés selon la tradition se présentent sous la forme de meules, de 75 à 80 kg, recouverte d'une croûte dorée. L'emmental français Est-Central Grand Cru Label Rouge et l'emmental de Savoie apportent cette garantie d'un affinage selon la tradition. Ils ne représentent qu'une faible proportion des fabrications d'emmental en France (moins de 10 000 tonnes sur le total produit). La France importe également de l'emmental dont les caractéristiques sont souvent différentes de celles de ces deux variétés d'emmental français (possibilité d'ajout dans les emmentals industriels d'ingrédients autres que le lait, le sel, la présure et les ferments lactiques), mais semblable à la production industrielle d'emmental en France.  
Historique de la démarche
Depuis 1979, dans le but de se différencier des productions industrielles se développant en dehors de la zone historique de fabrication de l'emmental, les  producteurs traditionnels d'Emmental de l'Est-Central de la France (massifs des Vosges et du Jura, Nord des Alpes) ont adopté un cahier des charges Label Rouge (ce label, propriété de l'État français, garantit une qualité supérieure, comparativement à un emmental industriel) et la marque collective « Emmental Grand Cru », palliant ainsi le manque d'une appellation d'origine contrôlée, ce qui explique probablement que ce fromage ait été longtemps appelé (à tort) gruyère. 
Bien que l'emmental soit revendiqué comme étant un fromage français, la convention internationale de Stresa ne lui reconnaît aucune origine française. La fabrication originale est revendiquée par la Suisse, qui a obtenu une AOC suisse en 2006, puis une AOP suisse sous le nom d'Emmentaler switzerland AOP.
Par la suite, en 1996, l'Emmental Français Est-Central label rouge a obtenu sa reconnaissance comme « Indication Géographique Protégée - IGP », signe officiel d'identification de l'origine, délivré par l'Union Européenne. 
L'Emmental Français Est-Central est soumis à un cahier des charges strict, garantissant des méthodes traditionnelles de production (caractéristiques certifiées : fabriqué au lait cru ; alimentation des vaches à base d'herbe et de foin, sans produits fermentés ; affinage de 12 semaines minimum selon la tradition) et une origine (la production de lait, la fabrication et l'affinage des fromages sont obligatoirement réalisés dans l'aire géographique définie par le cahier des charges IGP, aire historique de fabrication d'emmental en France depuis la fin du XIXe siècle). La ration de base distribuée aux vaches laitières pour leur alimentation doit elle aussi provenir de l'aire géographique de l'IGP (Franche-Comté, Haute-Marne et Vosges uniquement). Tous les aliments apportés au troupeau laitier des exploitations est garanti sans OGM. Le contrôle du cahier des charges de l'Emmental Français Est-Central est réalisé par un organisme certificateur indépendant, selon les normes européennes en vigueur.

## Les trous de l'Emmental
Durant des recherches visant un tout autre but, le mystère des trous dans certains fromages suisses, a été résolu, a annoncé le 28 mai 2015, l'Agroscope, (l'Institut des sciences en denrées alimentaires), de Berne. 
La présence des trous est due à d'infimes particules de foin. Celles-ci, infiltrent le lait lors de la traite des vaches. Ces corpuscules, lors du processus de fermentation, émettent des gaz à l'origine des trous, qui se retrouvent dans le produit final. Cette découverte pourrait être capitale pour les fromagers, car elle leur permettrait d'avoir la maitrise de la quantité de trous dans leurs produits.